# Philadelphia soul
Philadelphia soul, ook wel Philly soul, Philadelphia sound, Phillysound, of TSOP (The Sound of Philadelphia), is een georkestreerde variant op soulmuziek die in de late jaren zestig en in de jaren zeventig werd gespeeld en zijn oorsprong heeft in de Amerikaanse stad Philadelphia. Kenmerkend zijn de funk- en jazz-invloeden en de strijkers- en blazersarrangementen. Het genre markeerde de overgang van traditionele r&b naar disco. Trombonist Fred Wesley, bekend van James Brown en Parliament-Funkadelic omschreef Philadelphia soul als "een sjieke versie van funk".

## Stijl
Vanwege de nadruk op geluid en arrangementen en de relatieve anonimiteit van de betrokken muzikanten wordt Philadelphia soul vaak gezien als een producersgenre. Bunny Sigler, Kenny Gamble en Leon Huff waren daarbij de belangrijkste vormgevers.
Verder waren er belangrijke rollen weggelegd voor songschrijvers Bobby Martin, Thom Bell, Linda Creed, Norman Harris, Dexter Wansel en de productieteams McFadden & Whitehead en Gamble & Huff van het platenblabel Philadelphia International. Zij ontwikkelden de unieke Philadelphia-sound met een groep studiomuzikanten die als begeleidingsband dienden voor diverse zangacts. Het merendeel van deze muzikanten nam ook eigen werk op onder de naam MFSB en scoorde in 1974 een hit met het instrumentale nummer TSOP (The Sound of Philadelphia).
Bassist Ronald Baker, gitarist Norman Harris en drummer Earl Young (die als baritonzanger van de groep Trammps zelfgeproduceerde platen uitbracht) gingen nog een stapje verder: zij begonnen bij Philadelphia International het sublabel Golden Fleece dat echter gedistribueerd werd door CBS (later overgenomen door Sony Records). Vervolgens creëerde Harris in samenwerking met Salsoul Records het Gold Mind-label. Hierop verschenen platen van onder meer First Choice, Loleatta Holloway en Love Committee; allen geproduceerd door Baker, Harris en Young (B-H-Y). Hun hit Ten Percent van Double Exposure uit 1976 was de eerste commerciële 12-inch single.

## In populaire cultuur
Philadelphia soul was op z'n populairst in de jaren zeventig en legde de basis voor de discomuziek en eigentijdse urbanmuziek die later in het decennium zouden ontstaan. Ook voor latere lokale acts als Boyz II Men, The Roots, Vivian Green, Jill Scott en Musiq Soulchild was het genre een inspiratiebron. David Bowie's album Young Americans uit 1975 werd deels opgenomen in Philadelphia en was beïnvloed door de Phillysound.